# Bourg-Bruche
Bourg-Bruche är en kommun i departementet Bas-Rhin i regionen Grand Est (tidigare regionen Alsace) i nordöstra Frankrike. Kommunen ligger i kantonen Saales som tillhör arrondissementet Molsheim. År 2022 hade Bourg-Bruche 380 invånare.

## Befolkningsutveckling
Antalet invånare i kommunen Bourg-Bruche
| Referens: INSEE |